# کریستف باسون
کریستف باسون (فرانسوی: Christophe Bassons‎؛ زادهٔ ۱۰ ژوئن ۱۹۷۴) دوچرخه‌سوار اهل فرانسه است.
از باشگاه‌هایی که در آن رکاب زده‌است می‌توان به تیم دوچرخه‌سواری فستینا، تیم دوچرخه‌سواری اف‌دی‌جی، و آر.ای.ژ.تی. سمنس اشاره کرد.